# Osiedle Piastowskie (Świebodzice)
Osiedle Piastowskie – część Świebodzic.
Osiedle położone jest na północ od centrum Świebodzic.
Osiedle bloków spółdzielczych zamieszkiwane przez ok. 6,5 tys. ludzi. Jego budowę zapoczątkowano w 1975 roku. Znajdują się tam m.in. 3 przedszkola (2 publiczne, 1 niepubliczne), szkoła podstawowa, hala sportowa, boisko sportowe, kryta pływalnia, przychodnia i elektrociepłownia „Świebodzice”.